# Шульц, Гавриил Александрович
Гавриил Александрович Шульц (13 [26] февраля 1903, село Красное Костромской губернии — 2 января 1984, Москва) — скульптор, мастер станковой и декоративно-монументальной скульптуры, педагог, искусствовед, художник, Заслуженный художник РСФСР (1982).

## Биография
Отец — губернский пробирер Александр Иванович Шульц (1870—1935), пантеист и большой знаток фауны, что, несомненно, сказалось на мировоззрении художника — начинал он как анималист (брат скульптора, Олег, был ихтиологом); мать Ядвига Фридриховна Грюнберг — шведка. Детство скульптора прошло в Белоруссии и на Украине, до 1941 года он жил и работал в Ленинграде, а после Великой Отечественной войны, до конца своих дней — в Москве. Единокровный брат Г. А. Шульца — французский художник Л. А. Шульц.
- 1917 — окончил гимназию.
- 1917—1923 — работал культоргом Уземотдела, рабочим Сахарного завода (Бердичев).
- 1923—1924 — учился в Одессе в ИЗО-институте.
- 1924—1927 — ВХУТЕМАС—ВХУТЕИН, руководители Л. В. Шервуд, В. В. Лишев и А. Т. Матвеев.
- 1928 — служил в армии.
- 1929—1931 — преподавал в художественном техникуме (Витебск).
- 1931—1932 — преподавал на скульптурном факультете Института пролетарских изобразительных искусств, 1932—1933 — на архитектурном факультете.
- 1934 — преподавал на курсах повышения квалификации в Институте живописи, скульптуры и архитектуры, 1935 — там же, в подготовительных классах
- 1932—1936 — учился в аспирантуре Института живописи, скульптуры и архитектуры (руководитель — А. Т. Матвеев), которую закончил со званием доцента.
- 1936—1941 — преподавал на скульптурном факультете Института живописи, скульптуры и архитектуры.
- 1939 — кандидат искусствоведения.
- 1941 — 6 июля вступил в Ленинградское народное ополчение.
- 1942 — 8 августа контужен.
- 1943 — эвакуирован с детьми художников в Сибирь.
- 1941—1948 — преподавал в Московском государственном художественном институте (1947, 1948 — Академии художеств).
- 1950—1984 — преподавал на скульптурном факультете Московского высшего художественно-промышленного училища (бывшего Строгановского), с 1952 — доцент, с 1958 — профессор, заведующий Кафедрой архитектурно-декоративной пластики.

Скончался 2 января 1984 года в возрасте 80-ти лет в Москве.
Похоронен на Введенском кладбище.

## Творчество
Считая А. Т. Матвеева основным своим учителем, Г. А. Шульц (лучший его ученик — по мнению И. Э. Грабаря) через то в определённой степени своим творчеством осуществлял преемственность пластической традиции школы Паоло Трубецкого.
Были у нас другие отличные педагоги: Шервуд, Лишев. Но для меня учителем был один: Матвеев.Гавриил Шульц

### Монументальная скульптура

#### Памятники А. С. Пушкину
Г. А. Шульц автор двух памятников А. С. Пушкину: в Ростове на Дону (1959, архитектор М. Минкус) и в Петрозаводске (1966, архитекторы Ю. Ю. Карма, И. И. Аксентьев, В. И. Антохин). Вообще к пушкинской теме скульптор возвращался на протяжении всей свой творческой жизни. В контексте настоящей темы любопытен такой факт: ещё в 1911 году во время обсуждения обращения комиссии великого князя К. К. Романова к городским властям по поводу места для постройки Музея (Дома) поэта и возведения памятника ему, дед скульптора, гласный Санкт-Петербургской городской думы И. А. Шульц высказал мысль об установке памятника А. С. Пушкину у дома на Мойке, что, однако, произошло только через 39 лет.

#### Памятник Петру I
В соавторстве со скульптором Н. П. Гавриловым им проведена авторизованная реконструкция памятника Петру I в Воронеже (1956; с 1947 — Н. П. Гаврилов, с 1955 — с Г. А. Шульцем) — воссоздание монумента, установленного в 1860 году на общественные пожертвования (фигура вывезена фашистами в 1942 году). В распоряжении художников были лишь небольшие открытки. С включением Г. А. Шульца в работу над реконструкцией монумента, наконец была найдена правильная композиция фигуры и в кратчайший срок новое произведение закончено — памятник обрёл нынешнее своё обличье. Скульпторы изменили масштаб фигуры по отношению к пьедесталу (став несущественно меньше, она, тем не менее, приобрела пропорциональность ему), — и только некоторые детали: на новом памятнике полы камзола словно разметает ветер, исправлен некоторый «анахронизм» первоначального варианта — Петра изобразили не зрелым монархом (каким он представал в первой версии памятника), а таким, каким он приезжал в Воронеж в период строительства Азовского флота зимой 1694—1695 годов.

#### Работы разных лет
Другие монументальные произведения ваятеля: конные статуи на Цимлянском гидроузле (1954), работы в бригадах скульпторов (под руководством Н. В. Томского, — Р. К. Таурит, М. Ф. Бабурин, П. И. Бондаренко, Н. И. Рудько, М. Н. Смирнов, Д. П. Шварц, А. П. Файдыш-Крандиевский и мн. др.), создавших статуи московских высоток, московского университета, Дворца Советов, на станциях московского метро («Курская»), скульптуры для варшавского Дворца культуры и науки («Просвещение») и др. Он автор скульптурной группы у Туркменского павильона ВСХВ (ВДНХ СССР) (1939—1949; для этюдов фигуры чабана, при создании варианта 1937 года, позировал студент химического факультета ЛГУ Михаил Шульц, впоследствии — известный физикохимик, действительный член АН СССР).
Г. А. Шульц автор памятника агрохимику, биохимику и физиологу растений академику Д. Н. Прянишникову (1978, соавтор — О. В. Квинихидзе, архитекторы Г. Г. Лебедев, В. А. Петров; монумент установлен перед зданием почвенно-агрохимического факультета Московской сельскохозяйственной академии им. К. А. Тимирязева). В этих образах примечательно отсутствие схематизма, эмблематичности…; глубокое чувство пластики помогало художнику преодолевать издержки распространённого тогда аллегорического мышления в скульптуре.
Для Музея космонавтики Г. А. Шульцем создана фигура космонавта (Ю. А. Гагарин) на фоне космической сферы (по Яну Гевелию) — Москва. (1980; соавторы: Ж. М. Канканян, О. П. и Н. Г. Ломако, Н. И. Рудько).
Г. А. Шульц автор надгробия выдающегося скульптора Бориса Даниловича Королёва (в соавторстве с Я. Н. Купреяновым, архитектор Т. Домбровская, 1966 — по эскизу самого Бориса Даниловича; Новодевичье кладбище в Москве), он также автор надгробия скульптора М. Ф. Листопада (1966), друга Гавриила Александровича.

#### В Санкт-Петербурге
Несколько слов о произведениях Г. А. Шульца в Санкт-Петербурге. На стадионе института им. П. Ф. Лесгафта была скульптурная группа его авторства (1937; утрачена). И если теперь принято говорить о достоинствах «Девушки с веслом» (Р. Р .Иодко был близким другом Г. А. Шульца), то названное произведение Г. А. Шульца по качествам профессионального исполнения заслуживает не менее лестных оценок. На «Доме для специалистов» (1934—1937; архитектор Г. А. Симонов, Т. Д. Канценелленбоген, Б. Р. Рубаненко, Л. К. Абрамов) — Лесной проспект, д. 61 , являющем собой образец умеренного конструктивизма, декор индустриально-сельскохозяйственной тематики выполнен скульптором Г. А. Шульцем. В работе над декоративными вставками карниза также принимал участие племянник скульптора, будущий учёный Михаил Шульц. Круглые скульптуры и горельефы на здании ДК работников связи на углу Мойки и Большой Морской — архитекторы П. М. Гринберг и Г. С. Райц; скульпторы С. В. Аверкиев, В. П. Николаев и Г. А. Шульц.

### Садово-парковая скульптура
Г. А. Шульцем создан ряд произведений садово-парковой скульптуры, в том числе для ЦПКО им. А. М. Горького в Москве: «Пловец» (1948), из цикла «Времена года» здесь установлена только «Зима» (1966). Гавриил Александрович, высоко ценя творчество прибалтийских скульпторов, участвовал в их выставках под открытым небом.

### Портрет
Помимо запечатления «неизбежных», что наводнили всю страну, и которых, как известно, лепили практически все скульпторы советской эпохи, «принятых и не принятых», Г. А. Шульц создал портреты: полководца А. В. Суворова (1951; в соавторстве с графиком А. М. Лаптевым), ботаника И. В. Мичурина (1948), скульпторов С. Д. Лебедевой и А. И. Тенеты, минералога П. В. Еремеева (1952) и химика М. М. Шульца (1969), композитора А. А. Спендиарова (1960-е), скульптора Н. И. Нисс-Гольдман. (1969), скульптора-анималиста, керамиста П. М. Кожина (1976), и десятков других, в том числе — безвестных ныне моделей. Как пишет искусствовед С. Иваницкий: «Для скульптора не существует разделения на „значительные“ и „незначительные“ модели. Характер портретных образов Г. А. Шульца во многои определяется мерой его ответственности, его требовательностью к себе».

### Мелкая пластика
В то время как работал художник всю жизнь над монументальными произведениями, тяготел он к камерному жанру мелкой пластики, в котором создал множество произведений, наделённых лирической проникновенностью и содержательной простотой. Это работы в разнообразных материалах: от пластилина, глины, дерева и пластмассы до цемента, кованного метала и мрамора, значительное число работ выполнено в малотиражной майолике. Этюдность произведений в жанре ню, как нельзя лучше воплотила в себе его тенденцию к импровизации, сочетаемой с упоённым любованием совершенством форм при глубоком знании натуры, в отношении керамики скульптора справедливо отметить, определённо прослеживаемую творческую линию, также продолжающую матвеевскую традицию.

### Знаток натуры
Г. А. Шульц регулярно помогал другим скульпторам, которые прибегали к его содействию из осознания того, что «вмешательство» этого авторитетного знатока натуры гарантирует успех при всесокрушающем, беспощадно «анатомирующем» худсоветском цензе. «Гавриил Александрович — знаток обнаженной натуры», — говорили скульпторы его поколения, и это очевидно, но есть несколько тем, разработкой которых он озадачивался всю жизнь, и небезуспешно: портрет ученого, материнство, наконец, уже упомянутая — пушкинская (здесь опять же можно наблюдать след мировоззрения, о котором сказано выше, даже в обращении его к безнадежно девальвированной халтурными штамповками теме «человека труда» мы можем наблюдать добросовестность и следование лучшим традициям пластики («Портрет шахтёра из города Сакаля», 1965, ГРМ).
Пластика — это, наверное, закон диалектики о всеобщей связи и взаимосвязи в применении к формам человеческого тела. Легко точно скопировать модель («Я уже теперь и забыл, как это делается, а ведь „глаз“ был: за рисунок Муция Сцеволы ещё в Одессе медаль получил») ...А ведь у скульптора миллион точек зрения. И с каждой точки зрения форма должна быть живой, соединённой с соседними формами... Энгр, сравнивал рисунок с корзиной: вытащи прутик — и вся корзина развалится. Так скульптура: врёт одна форма — и все умерли.Гавриил Шульц

### Круг художника
Дружеские отношения связывали Г. А. Шульца с художниками П. А. Осолодковым и Г. Н. Трауготом, с дальним родственником А. М. Лаптевым (автор образов и первый иллюстратор «Незнайки» Н. Н. Носова), с юности — с анималистом Г. Е. Никольским, скульптором, тоже «матвеевцем», Б. Е. Каплянским, и выдающимися мастерами старшего поколения С. Д. Лебедевой и Н. М. Чернышёвым, и младшего — Я. Н. Купреяновым, А. П. Файдыш-Крандиевским, — со многими другими. Он входил во Всебелорусское объединение художников (Минск. 1927—1930), в котором состояли, через много лет участвовавшие с ним в «Выставке пяти», художники М. М. Аксельрод и М. Х. Горшман.
Как искусствовед Г. А. Шульц выступал с докладами о А. С. Голубкиной, А. Т. Матвееве, С. Д. Лебедевой, П. П. Трубецком, П. В. Кузнецове и др. Касаясь этой стороны его деятельности, следует вспомнить о его творческих контактах со знатоком древнерусской пластики Г. К. Вагнером, которого он знал ещё по Сибири, в витебскую пору — с искусствоведом Петром Евгеньевичем Даркевичем, отцом ведущего российского археолога-медиевиста В. П. Даркевича. В педагогической деятельности Г. А. Шульца весомо сказались его эрудиция и философский склад ума.
Скопировать — быстро. Делать и переделывать, пока не станешь понимать общее, пока фигура, лепленная с натуры, не превратится в нечто целое, не уподобится единой колонне. Привычку к длительному этюду я ещё у Матвеева приобрёл. Мы, его ученики, называли наброски «разбросками». Да и мне нравится только организованная скульптура.Гавриил Шульц
Ценил творчество Г. А. Шульца и такой взыскательный критик, как В. А. Фаворский.

## Школа
В разное время, начиная с украинской поры, и потом, когда Гавриил Александрович был ещё аспирантом Академии в Ленинграде, а в дальнейшем — профессором, заведующим кафедрой архитектурно-декоративной пластики Строгановского училища в Москве, у него учились: Ю. В. Александров, И. Д. Александрова, М. К. Аникушин, А. Ф. Анистратов, С. С. Антонов, Н. Н. Атюнин, А. М. Белашов, Л. Л. Берлин, Г. П. Бессарабский, Н. В. Богушевская, В. П. Буйначёв, А. Н. Бурганов, М. А. Вайнман, Я. Г. Верич, М. Н. Вертинская, М. М. Воскресенская, Б. Я. Воробьёв, Х. Б. Геворкян, Г. А. Готенберг, А. А. Древин, Ю. П. Елисеев, В. В. Жуков, И. П. Казанский, Н. А. Калинушкин, Ж. М. Канканян, О. И. Калита, Л. Е. Кербель, Н. Н. Клиндухов, А. Н. Ковальчук, И. И. Козловский, О. А. Коломойцев, А. Н. Костромитин, И. К. Котов, Н. С. Кочуков, С. Лоик, Ж. Я. Меллуп, С. М. Миренская, А. К. Миронов, Д. Ю. Митлянский, М. А. Неймарк, Н. Б. Никогосян, М. А. Ногин, Б. К. Орлов, В. А. Похалецкий, Е. Б. Преображенская, Д. И. Регент, Н. И. Рудько, Д. Б. Рябичев, О. Н. Ряшенцев, И. Т. Савранская, А. П. Семынин, Л. П. Соков, И. А. Тенета, А. И. Торопыгин, Г. В. Франгулян, М. М. Харламова, Д. В. Хеидзе, Т. Г. Холуева, А. Н. Царенков, А. В. Цигаль, П. П. Чусовитин, В. В. Шандуренко, А. М. Шаршекеев, П. М. Шимес, С. А. Щербаков, Л. Ю. Эйдлин и др.
Во время эвакуации в Сибирь после ранения в 1942-м под Ленинградом, Г. А. Шульц был одним из первых учителей скульптора К. И. Суворовой, и живописца В. В. Прошкина, он стал первым учителем скульпторов Е. В. Мунц и В. Г. Петрова, графика В. Г. Траугота, которые с теплотой и признательностью всегда помнили, как Гавриил Александрович на себе привёз из Сибири внушительный тюк с их детскими работами.
Многие скульпторы следующих поколений не были студентами его мастерской, но, как известно, порой несколько советов по опыту и от ви́дения дают более, чем наработанное за годы «штудий». А он щедро делился и светом своей души и приобретёнными навыками.
Если сопоставить стиль, манеру произведений его учеников, можно увидеть насколько разные мастера вышли из его школы. Это убедительно показывает такт его педагогического метода, когда талант будущего художника не обрекается на прокрустово ложе догм академизма, а получает от наставника стимул для самобытного воплощения. Он говорил: «Я не умею учить». Но профессионализм и свобода самовыражения скульпторов школы Г. А. Шульца показывает, скорее, обратное.
Любой ум, любое хитроумие, любую математическую и конструктивную одарённость человека способна вместить, вобрать в себя скульптура. Нет человеческого качества или таланта, которые оказались бы для скульптора лишними.Гавриил Шульц

## Выставки
Общее число экспозиций, в которых участвовал скульптор не поддаётся учёту. Это — регулярные весенние и осенние выставки Союза художников, сначала — ленинградского его отделения, а впоследствии — московского; уже отмеченные выше выставки скульптуры под открытым небом в прибалтике. Персональных — в его жизни было немного, в первую очередь в связи с гонениями, которым подвергся А. Т. Матвеев и его ученики. Начало тому было положено ещё в 1940-х. Вот характерный пассаж из прессы того времени: «Как указали в своих выступлениях лауреаты Сталинской премии 3. И. Азгур и Е. В. Вучетич, педагог Матвеев за 30 лет не выпустил ни одного цельного мастера. Его программа преподавания представляет собой, по выражению Е. В. Вучетича, „шаманство“ и изобилует такими понятиями, как „скульптурное ви́дение“, „способность объемно-пластического ви́дения“ и т. п.». («Правда». 1948. 29 мая. № 150. С.3). Но искусство живёт по своим законам: невозможно «отменить» то, что лежит в основе самого творчества — природную потребность искреннего, не обрядного, самовыражения.
- 1936, 1939 — групповые выставки Ленинградского отделения союза художников СССР .
- 1966 — М. М. Аксельрод, М. Х. Горшман, А. А. Лабас, А. И. Тенета[75], Г. А. Шульц — Московское отделение Союза художников РСФСР (Кто-то из посетителей оставил такую запись в книге отзывов: «Компания — малорусская, но, право, славная».).
- 1974 — Выставка, посвящённая 70-летию со дня рождения и 45-летию педагогической деятельности профессора Г. А. Шульца. Союз художников СССР, Союз художников РСФСР, Московская организация Союза художников РСФСР, Московское высшее художественно-промышленное училище (бывшее Строгановское).
- 1989 — «Советская скульптура». Выставка новых поступлений. Государственный Русский музей.
- 1994 — Московский дом скульптора. Товарищество русских художников на Верхней Масловке.

## Собрания
Творчество Г. А. Шульца представлено в ведущих коллекциях России, есть его произведения во многих музеях страны и за рубежом, станковая скульптура мастера присутствует и в частных собраниях, но в большей степени распространение получили образцы малотиражной майолики его авторства (ЛФЗ, Гжель, Дулёво).
Государственный Русский музей
- Птичница. 1934. Композиция. Гипс тонированный. 67Х38Х50
- Строительница. 1937. Фигура. Гипс. 215Х60Х110
- Туркмены. 1938. Эскиз композиции для монументальной группы (ВСХВ). Гипс тонированный. 33Х23Х16
- Туркменистан (Чабан с ягнятами). 1939. Эскиз для павильона Туркменской ССР на ВСХВ. Гипс окрашенный. 43Х23Х22
- Обнажённая (Люба). 1957. Этюд. Бронза. 40Х12Х13
- Портрет шахтёра из города Сакаля. 1965. Бронза

Государственная Третьяковская галерея
- Лето. 1952. Отлив 1970 года. Фигура в рост. Бронза. В.168
- Моющая волосы. 1965. Фигура сидящая. Бронза. В.25
- Зима. 1965. Модель скульптуры, установленной в Центральном парке культуры и отдыха им. Горького в Москве. Фигура сидящая. Бронза. В.21
- Юность. 1980. Фигура в рост. Бронза. В.30
- Дума. 1946. 1/2 натуры. Бронза[66][67][68].

## Награды
- Медаль «За победу над Германией в Великой Отечественной войне 1941—1945 гг.»
- Медаль «За доблестный труд в Великой Отечественной войне 1941—1945 гг.»
- Серебряная медаль Академии художеств СССР — 1979 («За скульптурные произведения последних лет»)
- Бронзовая медаль Всемирной выставки в Брюсселе (1958) за скульптуру «Дрессировщица Ирина Бугримова»[68]